# Schellen-Ursli (2015)
Schellen-Ursli ist ein Film des Schweizer Regisseurs Xavier Koller aus dem Jahr 2015. Das Titellied «D'Flügel wo du mier häsch geh» schrieb der Bündner Liedermacher Linard Bardill.

## Produktion
Produziert wurde der Film durch die C-Films AG und La Siala Entertainment. Die Dreharbeiten fanden von Ende September 2014 bis Ende Februar 2015 statt. An einer Vorpremière in Chur wurde der Film schon am 3. Oktober 2015 dem Publikum vorgestellt, der Kinostart in der Deutschschweiz erfolgte am 15. Oktober 2015 (in Österreich am 18. März 2016, Deutschland am 24. März 2016). Die Kosten betrugen 5,6 Mio. Franken.

## Handlung
Die Handlung basiert auf dem Bilderbuch Schellen-Ursli von Selina Chönz und Alois Carigiet aus dem Jahr 1945. Die Geschichte spielt sich im kleinen Dorf Guarda im Unterengadin ab. Da die eigentliche Handlung der Buchvorlage für die Länge eines Spielfilms zu wenig hergab, wurde die Geschichte von Stefan Jäger und Xavier Koller um wesentliche Teile erweitert; die Glockengeschichte, die im Buch erzählt wird, findet nur in den letzten 20 Minuten des Films statt.
Uorsin (Rätoromanisch für Urs) muss im Sommer seinen Eltern bei der Arbeit auf der Alp helfen. Er ist befreundet mit der gleichaltrigen Seraina, die ebenfalls mit ihren Eltern den Sommer im nahe gelegenen Maiensäss verbringt. Sein ganzer Stolz ist sein Zicklein Zilla. Als der reiche Ladenbesitzer Armon und sein Sohn Roman die Alp besuchen, stellt sich heraus, dass Uorsins Familie bei ihm Schulden hat. Da bei der Alpabfahrt ein Teil der Ernte verloren geht, ist an eine Rückzahlung nicht zu denken, und der Familie steht ein entbehrungsreicher Winter bevor. Armon möchte die Notlage der Familie ausnützen, um an die Alp zu kommen, auf die er schon lange ein Auge geworfen hat. Zudem besteht er darauf, dass sein Sohn Uorsins Zicklein erhalten soll.
Als Uorsin für den traditionellen Chalandamarz-Umzug anfangs März auch noch die kleinste Glocke von allen Buben erhält, beschliesst er, im tiefen Schnee alleine zum Maiensäss hochzusteigen, um die riesige Glocke zu holen, die in der Alphütte hängt. Trotz vieler Gefahren gelingt Ursli das Abenteuer, und er kehrt wohlbehalten mit der grossen Glocke vom Maiensäss zurück und darf als Held des Dorfes damit den Umzug anführen.
Der Film weist streckenweise märchenhafte oder fantastische Züge auf wie etwa die Rettung des von einer Lawine verschütteten Titelhelden durch einen Wolf oder die Talfahrt auf der Glocke. Zeitlich um 1900 angesiedelt (Frühzeit der Rhätischen Bahn) weist er einige Anachronismen auf, so etwa die Verwendung batteriebetriebener Taschenlampen.

## Darsteller
Die Hauptrolle spielt der elfjährige Jonas Hartmann (* 20. Januar 2003 in Chur) aus Churwalden. Seine Freundin Seraina wird von der gleichaltrigen Julia Jeker aus Schiers (* 24. März 2003 in Schiers) dargestellt, sein Gegenspieler ist Roman, gespielt von Laurin Michael (* 6. Juli 2003 in Thusis) aus Andeer. Manche Rollen konnten mit Bündner Schauspielern besetzt werden, so zum Beispiel mit Tonia Maria Zindel, Andrea Zogg und René Schnoz. Marcus Signer, der 2014 die Hauptrolle von «Der Goalie bin ig» spielte, verkörpert Urslis Vater Linard. Eine Nebenrolle als Hirte hatte Not Schlegel, der in der amerikanischen Verfilmung von Ernst A. Heiniger aus dem Jahr 1953 die Rolle des Schellen-Ursli spielte.

## Dreharbeiten
Da sich das von zahlreichen Touristen besuchte Dorf Guarda für die aufwändigen Dreharbeiten zu wenig eignete, wurde ein Grossteil des Filmes im Weiler Sur En auf der gegenüberliegenden Talseite des Dorfes Ardez gedreht. Das kleine Dorf wurde um ein paar täuschend echt wirkende Gebäude erweitert; so wurde das Haus, bzw. dessen Fassade, mit Armons Laden auf einer kleinen Wiese zwischen zwei Häusern nachgebaut. Das Haus von Urslis Familie wurde etwas ausserhalb des Dorfes nachgebaut.
Die Kirchen-Innenaufnahmen entstanden in der reformierten Kirche Giarsun. Die Schule steht in Tarasp Florins. Der Almabtrieb wurde im Val d’Uina gedreht.
In der Szene der Schluchtüberquerung auf der Bretterbrücke und beim Sprung des Wolfes über die Kinder kam Green Screen zum Einsatz.

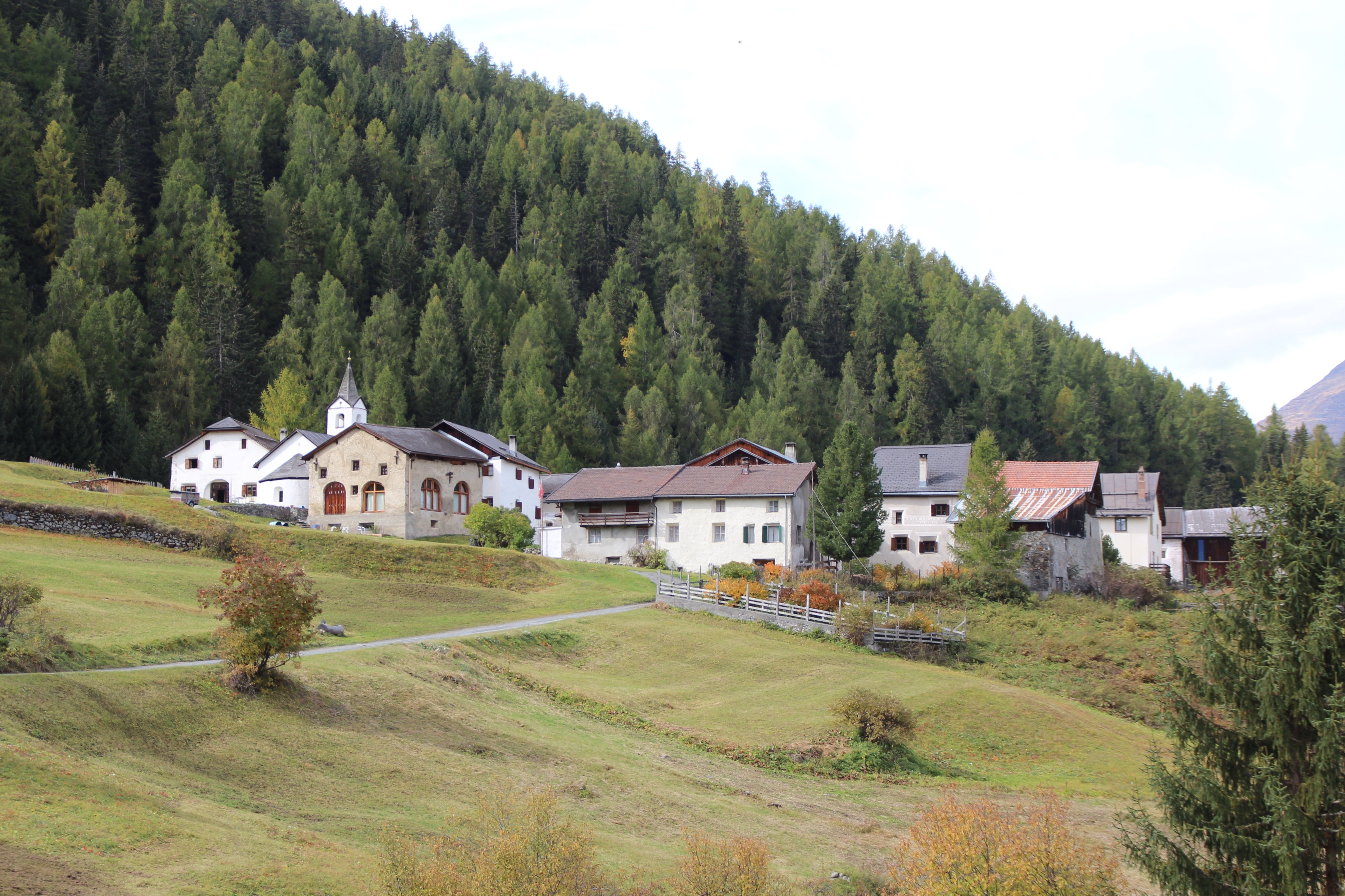
Sur En, Ort der Dreharbeiten
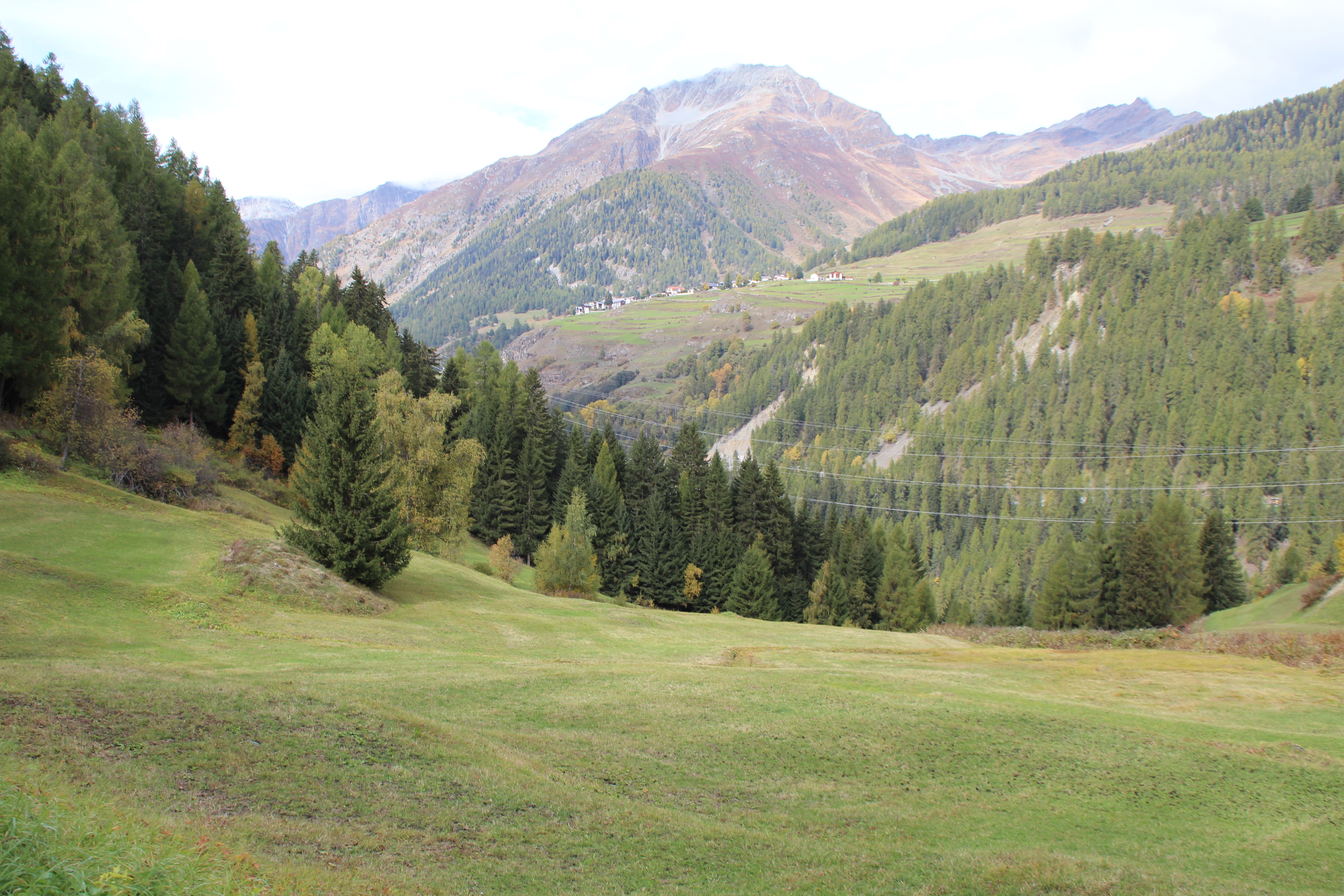
Rechts neben der Tanne im Mittelgrund stand das Haus von Schellen-Urslis Familie. Im Hintergrund das Dorf Guarda.
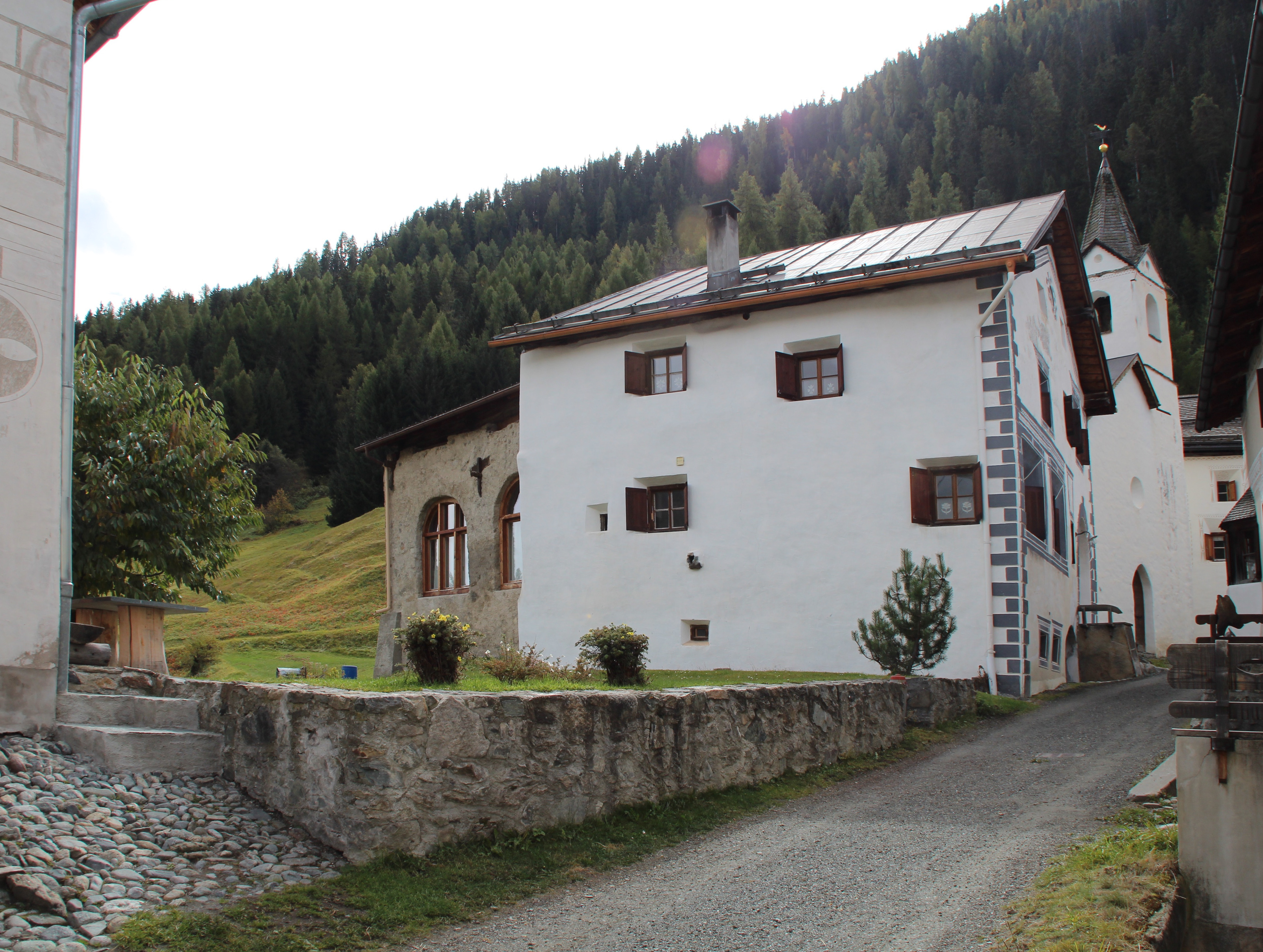
Auf dieser kleinen Wiese wurde Armons Laden aufgebaut
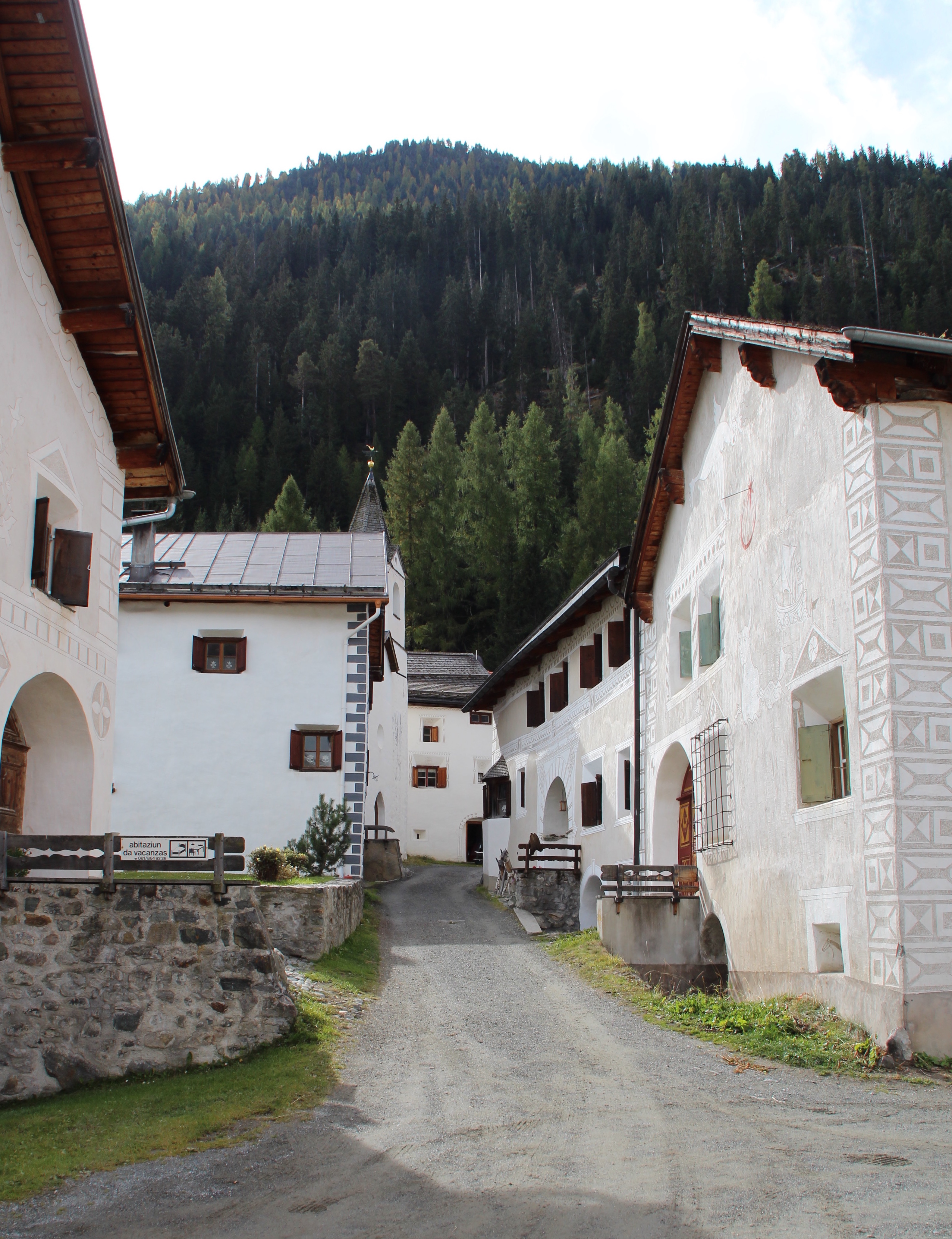
Die einzige Strasse in Sur En

## Auszeichnungen
- 2016: Schweizer Filmpreis in der Kategorie «Beste Kamera»[8]
- 2016: Prix Walo für den besten Kinofilm[9]
- 2016: Zürcher Filmpreis